# Aleix Clapés i Puig
Aleix Clapés i Puig (Vilassar de Dalt, 10 de setembre de 1846 - Barcelona, 17 de desembre de 1920) fou un pintor del modernisme simbòlic. Deixeble de Claudi Lorenzale a l'Escola de la Llotja de Barcelona, es va formar posteriorment a París amb Eugène Carrière.
Les seves pintures principalment les religioses tenen un cert estil expressionista amb aire tenebrós semblant al de James Ensor. L'arquitecte Antoni Gaudí el va cridar perquè col·laborés amb ell a la decoració de les seves obres arquitectòniques, principalment en l'elaboració de murals al Palau Güell i a La Pedrera.
Es coneix la realització d'uns mobles per a la família Ibarz de Barcelona, de clara tendència modernista que van ser realitzats cap al 1900; es tracta de mobles per a un saló compost de sofà, cadires, la consola i una vitrina. Van ser adquirits per la Casa Museu Gaudí del parc Güell on s'exhibeixen, ja que es creu que com a col·laborador de Gaudí, Clapés li va demanar consell. Va ser director de la revista Hispania.

## Biografia
Aleix Clapés va néixer a Vilassar de Dalt el 10 de setembre de 1846, al carrer Sant Genis, i fou batejat l'endemà, segons consta en l'arxiu parroquial. Fill d'Antoni Clapés Pons de Vall i de Teresa Puig Villa, va ser l'últim fill d'una família nombrosa.
Va passar la seva infantesa a Vilassar, i es creu que va ser allí on es va descobrir el seu talent artístic. Hi ha una anècdota transmesa per via oral on s'explica que l'endemà d'un enterrament va aparèixer una paret pintada representant una sèrie de personatges; eren els retrats de la gent que va assistir al funeral. Tots es preguntaren qui ho havia pogut fer, i ell no va gosar dir que havia pintat probablement el seu primer mural per por a ser castigat. Passats uns dies i en veure que la gent n'estava complaguda i que tots s'hi reconeixien, va confessar-se'n autor. Aleshores tothom va animar els pares del nen perquè el portessin a estudiar dibuix artístic i pintura a una escola. Els seus pares decidiren enviar el noi a Reus, on vivia un germà gran, per tal que aprengués l'ofici. Aquesta habilitat de l'Aleix va quedar palesa durant tota la seva vida, ja que era capaç de pintar retrats de memòria sense la necessitat de tenir davant el model.

## Barcelona
Més tard, va anar a Barcelona per continuar els seus estudis, i ho va fer a l'Escola de Belles Arts de la Llotja, de la mà del pintor Claudi Lorenzale, continuador de la tradició naturalista de l'època. Poca influència li deixà aquest mestre, tot i que també el considerava un dels alumnes predilectes, ja que la seva obra és totalment l'antítesi de l'obra de Lorenzale.
Claudi Lorenzale s'emmarca dins el grup anomenat pintors natzarens, que varen ser un grup de pintors alemanys a la recerca de l'ideal de vida religiosa i encapçalats per Friedrich Overbeck (1789-1869). Reberen les influències d'Albrecht Dürer (1471-1528) i la pintura italiana del Quattrocento, incloent-hi Rafael. A Catalunya, la pintura d'Overbeck va ser introduïda per pintors que anaren a Roma, entre els quals es troba el mateix Lorenzale, que hi va marxar l'any 1837. La seva obra clau del romanticisme natzarè català és la Creació de l'escut del comtat de Barcelona (1843 o 1844), pintura acabada en aquesta ciutat i on reivindica els orígens històrics de Catalunya. Per tant, hem de dir que Lorenzale era un digne representant del tradicionalisme i academicisme clàssic, enfront de l'energia, originalitat i espontaneïtat de l'Aleix, considerat per a tothom com a pintor d'idees.

## París
Clapés va marxar a París per ampliar els seus estudis, on va ser deixeble d'Eugéne Carrière (1849-1906), i aquí podríem dir que la influència és més palpable, ja que Carrière és considerat com un dels artistes simbolistes, pràcticament oblidat avui en dia.
La pintura que es generava durant els darrers anys del segle xix era postimpressionista, però es continuà utilitzant el terme fins a l'any 1889, per marcar la diferència entre les noves tendències i les ja passades. El 1891 els Nabís (profetes en hebreu), seguidors de Gauguin, van utilitzar per primera vegada, en una exposició, el terme simbolista.
Aviat aquest terme va ser aplicat a la pintura. El simbolisme pictòric anava en contra del naturalisme i propugnava una renovació a partir del sintetisme. Per tant, marca la ruptura entre impressionisme i la nova síntesi de visió i expressió romàntiques: la missió de l'art no és copiar la naturalesa, sinó expressar-la. Hem de mencionar també, que l'aparició de les lleis freudianes, va remarcar molt en aquesta nova tendència simbolista la recerca de les lleis del nou art. Hi ha una similitud molt estreta entre les experiències de la naturalesa i els estats interiors de la ment; un objecte en si mateix no significava res, en canvi, el seu valor simbòlic s'entenia no com es veia realment, sinó com se sentia o es percebia.
Dins ďaquest art simbolista es barregen alguns noms, entre ells el d'Eugéne Carrière, un dels precursors de la nova pintura, molt preocupat en la relació entre art i evolució. Les seves obres es troben íntimament lligades als principis naturalistes i positivistes. Feia un tipus de pintura gairebé monocromàtica, totalment oposat als salons oficials. considerat també pintor ďidees del seu temps.
L'any 1880, tenim constància d'una de les primeres obres que coneixem d'Aleix Clapés. Es tracta d'un retrat del famós poeta Joaquim Maria Bartrina, reusenc, mort prematurament als 30 anys. És una pintura a l'oli que va estar exposada al Centre de Lectura de Reus i que actualment es troba en una sala de l'Ajuntament, al costat d'altres retrats de reusencs il·lustres. Aquest retrat, que va ser pintat quan el poeta estava malalt i reflecteix el patiment que sofrí durant tota la seva malaltia, no idealitzà al jove poeta, sinó que va seguir fidel a allò que veia i percebia. Per tant, malgrat que representa un home jove, abatut, amb les faccions desencaixades pel sofriment, el pintà amb tota la seva dignitat. El fons i les tonalitats obscures creen un ambient dens. El diari regionalista Lo Somatent, entre 1886-1887, se'n fa ressò i elogia l'art de Clapés.
Es té notícia que l'any 1882 regentava a Reus una acadèmia de dibuix, tot i que no s'ha pogut determinar si va ser en la mateixa acadèmia del Sr. Hernández o una en una altra.
De la seva vida privada se'n coneix ben poca cosa. Es va casar amb una vídua de Reus, de nom Gumersinda Llunas i Pujal, que tenia dos fills d'un matrimoni anterior amb Marià Ferré i Bergués, la Serafina Ferré i LLunas i en Marià Ferré Llunas. Es van casar a Barcelona l'any 1896. El matrimoni va tenir una filla, Teresa Clapés i Llunas .

## Viatges

### Amèrica
Viatja a l'Uruguai dues vegades. El primer viatge segons les cròniques de l'època el va fer de jove i va tornar com un pintor de prestigi. L'altre viatge segons la família, creu que va ser arran d'un diagnòstic mèdic, en el qual se li anunciava que li quedava poc temps de vida. Ell no s'ho pensà i va començar a gaudir de la vida, gastant-se tots els diners. En vista que no es moria, va tornar, arruïnat, i va haver de posar-se a treballar de valent.
El dibuix al carbó sobre la Guerra Civil a l'Uruguai anomenada "El prisionero" pertany a una de les estades en aquest país.

### Roma
També va viatjar a Itàlia i va treballar a Roma, practicant la tècnica de la pintura mural, però tampoc aquí sembla recollir les petjades deixades pels artistes italians.

## Amic i col·laborador de Gaudí
Clapés va treballar amb el seu amic Antoni Gaudí diverses vegades, principalment entre els anys 1889-1890 en la decoració del Palau Güell al carrer Nou de la Rambla. Va fer les pintures al fresc de la façana mitgera, alguns olis de l'interior i la decoració pictòrica ďalgunes portes de la planta noble.
El palau es distribueix en dues parts, la part nord i la part sud. La primera era destinada a les relacions exteriors: avantsala, vestíbul, sala de pas, sala de visites. La part sud era exclusivament dedicada a la vida familiar: menjador, sala de confiança, petita llibreria, etc. El saló central és el que ens interessa destacar, primer, pel tret de modernitat i originalitat que per l'època suposava, i segon, per les pintures que encara avui en dia decoren la sala. Aquest saló es podia convertir també en una capella-oratori. Gaudí va construir-hi, adossat a la paret, una mena ďarmari amb dues grans portes que en obrir-les convertien la sala en un espai per a celebracions religioses, i en tancar-les tornava a ser un espai lúdic.
Aquestes portes estan decorades per l'interior amb 12 plaques de coure, de banya i conquilla, requadres amb motllures de relleu amb pintures a l'oli, que representen els 12 apòstols. La tradició diu que entre ells hi ha l'autoretrat del mateix Clapés. Les 12 de l'exterior representen escenes bíbliques de sants. També a la porta de l'entrada al saló hi ha unes plaques amb figures, però lamentablement algunes d'elles es troben en mal estat.
S'ha de fer especial menció a una sèrie de pintures a l'oli que decoren els quatre angles superiors de la sala: Santa Isabel, reina d'Hongrıa, donant la seva corona a un pobre; Família pagesa orant al peu d'una creu de terme, més conegut per Misericòrdia, Senyor, Retrat de Jaume Balmes i Nenes jugant. Obres de gran format i ďestètica molt innovadora, estan adaptades a l'arquitectura singular de Gaudí, ja que ressegueixen els angles i les bigues de la sala. Les dues primeres obres van ser mostrades a l'exposició de Belles Arts i Indústries Artístiques de Barcelona de 1896, les altres dues obres són de caràcter més lúdic i de més lluminositat i color.
Quant a l'estructura de l'edifici, si bé els murs de la façana són de pedra natural i les parets mitgeres de fàbrica de totxo, la del cantó est estava tractada en el seu origen com a façana vista, arrebossada i pintada amb un fresc, actualment desaparegut, anomenat Hèrcules a la recerca de les Hespèrides, inspirat en l'Atlántida de Jacint Verdaguer. Representa un home barbut, colossal, de proporcions desmesurades, portant una torxa encesa. Malgrat que aquella figura era popularment coneguda a Barcelona, i que algunes persones d°edat avançada encara recorden, molt poca gent sabia que havia estat pintada per l'Aleix Clapés entre el 1889 i el 1890.
Gaudí tornà a utilitzar el tema, situant a l'entrada del Parc Güell el drac que custodiava el jardí de l'arbre de les pomes d'or. Un article de l'any 1892 del Diari de Reus elogia, les pintures de Clapés del Palau Güell.L'any 1894 aconsegueix un diploma en l'Exposició de Belles Arts de Barcelona.
Entre 1899-1900, Antoni Gaudí va dissenyar la casa on l'Aleix va viure junt amb la seva dona Gumersinda i la seva filla Teresa, al carrer Escorial, al barri de Gràcia, tot i que el seu estil és ben poc gaudinià.
En un moment es va creure que fou l'Aleix Clapés qui decorà el vestíbul i el pati de la Casa Milà, popularment coneguda amb el nom de la Pedrera, però no va ser així, ja que les pintures van ser encarregades a Iu Pascual i Rodés (1883-1949). De tota manera, gairebé tothom està d'acord que si bé el mèrit és de Iu Pascual, l'Aleix Clapés va tenir quelcom a veure-hi.

## La Revista Hispània
Entre els anys 1899-1902 es publicà la revista Hispània, revista quinzenal il·lustrada d'art i literatura publicada en castellà a Barcelona, on Clapés consta com a col·laborador entre moltes altres figures de renom.
El 1903 inicia una segona etapa, ja amb Clapés com a propietari i director. Aquesta revista dona cabuda als principals artistes modernistes, amb excel·lents reproduccions. Al mateix local situat a rambla de Catalunya, 29, hi tenia una botiga d'objectes relacionats amb el món de la pintura i la perfumeria, a l'engròs i al detall.
Durant aquesta època i donada la seva habilitat per pintar retrats, va realitzar molts encàrrecs per a la gent benestant, alguns ďells realitzats de memòria, com el d'un conegut tractant de gra de Lleida, que va produir una gran impressió per la seva fidelitat al personatge. Això va fer que molts lleidatans vinguessin a Barcelona amb l'únic propòsit de conèixer i saludar el pintor. També de memòria va pintar el famós retrat de I 'Alcalde de Vilassar, en Pere Villà i Teyà, que a ser exposat com a millor obra a l'Exposició de Belles Arts i Indústries Artístiques de Barcelona, de 1896, i va aconseguir la medalla d'or. D'aquesta obra se'n coneixen tres còpies: una es troba a Alemanya, l'altre es creu que pertanyia a la família Güell i la tercera es troba a Can Villà, a Vilassar de Dalt. Aquest darrer quadre sense signar, dona la sensació d'estar inacabat.
A l'exposició de 1896, també va exposar dos retrats a l'oli, figures d'apòstols, fragment d'una porta de l'oratori del Palau Güell.

## Obra

### Un quadre emblemàtic: el Peó
Tot i que no tenim referència de quan va ser realitzada, cal mencionar l'obra El peó, molt coneguda pel seu valor artístic. Comprada l'any 1920 a París per Trostky, en dos milions de francs i portada al Kremlin. La família ens ha dit que Stalin els havia enviat una carta feta a mà, en la que els donava les gràcies, però que malauradament no la conserven. Lev Trotski va ser l'organitzador de l'Exèrcit Roig i propugna la militarització de la classe obrera; precisament aquell any va ser el de la creació dels exèrcits de treball.

## Un artista polifacètic
L'Aleix Clapés, alhora que pintava retrats, també va dissenyar mobles i va fer esbossos per a tapissos. Un dels encàrrecs més importants, va ser per a la Casa Ibars, ďestil floral, tot jugant amb l'estil dels mobles. Aquests mobles estan exposats al museu Gaudí. Cap a l'any 1905, va col·laborar estretament amb el Sr. Ribas, un dels decoradors i moblistes més importants de l'època.
El 17 de desembre de 1920, quan decorava el vestíbul i l'escala del manicomi de l'Hospital de la Santa Creu, el sorprengué la mort.
Malgrat la seva importància, Clapés ha estat un artista poc conegut. Probablement, el seu caràcter, que el va enemistar amb la majoria d'artistes del seu temps, i el fet que treballés quasi en exclusiva per a un grup reduït de persones influïren en aquesta desconeixença. La primera promoció artística de Vilassar li va retre homenatge l'agost de 1942 amb una col·lectiva d'artistes locals, i mossèn Àngel Fàbrega va escriure la nota biogràfica.